# Хемниц, Иоганн Фридрих
Иоганн Фридрих Хемниц (нем. Johann Friedrich Chemnitz; 17 июня 1611, Щецин — 11 декабря 1686, Пархим) — немецкий юрист, мекленбургский историк и архивариус.
Иоганн Хемниц был сыном юриста и канцлера Померании Мартина Хемница (1561—1627). Учился в университетах Франкфурта на Одере и Ростока. В 1636 году он отправился в Нидерланды и Англию. С 1637 года несколько лет был управляющим во Франции.
С 1639 года Кемниц жил в Шлезвиге. В 1642 он был назначен королевским архивариусом в Шверине. В 1648 году он стал секретарем герцогини Магдалены Сибиллы Гольштейн-Готторпской. После её брака с герцогом Мекленбурга-Гюстрова Густавом Адольфом Хемниц был назначен секретарем и архивариусом в Гюстрове. В 1667 году он был назначен протонотарием и помощником в придворном суде в Пархиме.
Он оставил обширную мекленбургскую хронику «Chronicon Megapolense», которая, среди прочего, включает в себя генеалогии мекленбургского княжеского дома. Согласно манускрипту Кемница, опубликованному после его смерти Иоганном Хюбнером в 1708 году, основатель древнерусского государства князь Рюрик был сыном бодричского князя Годлиба (Годслава, Готлейба), который погиб в войне с данами в 808 году. На хронику Кемница опирался проректор гюстровской гимназии Фридрих Томас, находивший «русские» корни в генеалогиях Мекленбурга.